# 黄叔培
黄叔培（1892年—1979年），男，广东揭阳人，中国机械工程专家，曾任第三、四、五届全国政协委员。